# José Antonio García-Diego
José Antonio García-Diego Ortiz, né le 9 août 1919 à Madrid et mort le 28 janvier 1994, était un ingénieur civil et historien des techniques. 

## Biographie
À l'heure de faire des études d'ingénieur puis devenir historien, José Antonio García-Diego suivra les traces de son père, qui était maitre de conférences d'histoire et esthétique de l'ingénierie. Il demeurera aussi jusqu'à sa mort libéral, républicain et franc-maçon.
En tant qu'historien des techniques, en se spécialisant en génie hydraulique et on peut retenir la découverte du manuscrit de Giovanni Francesco Tratatto delle virtù et propietá delle acque, del trovarle, eleggerle, livellarle, et condurle, et di alcune altre sue circonstanze ainsi que l'étude approfondie des vingt et un livres constituant le Génies et Machines de Juanelo Turriano. 
Garcia-Diego fut le fondateur de la société Société Latino-américaine d'Histoire des Sciences et de la Technologie. Il sera aussi président de l'International Committee for the History of Technology, vice-président de la Société Espagnole d'Histoire des Sciences et des Techniques, membre de l'Académie internationale d'histoire des sciences et membre correspondant de l'Académie Royale de Beaux-Arts et Sciences Historiques de Tolède.
Quelques années avant sa mort, José Antonio García-Diego a aussi donné lieu à la Fondation Juanelo Turriano, en lui léguant pour cela sa fortune ainsi que sa bibliothèque scientifique, qui compte avec plus de 7 000 volumes. L'objectif de cette fondation est la promotion et coordination de l'histoire des sciences et techniques.